# Margaret Kofela
 (février 2020).
Si vous disposez d'ouvrages ou d'articles de référence ou si vous connaissez des sites web de qualité traitant du thème abordé ici, merci de compléter l'article en donnant les références utiles à sa vérifiabilité et en les liant à la section « Notes et références ».
Margaret Kofela, née 17 août 1999, est une footballeuse internationale salomonaise. Elle évolue au poste de gardienne de but.

## Biographie

### En équipe nationale
Margaret Kofela honore sa première sélection en équipe des Îles Salomon le 24 août 2018 lors des éliminatoires de la Coupe d'Océanie 2018 face aux Samoa américaines. Pendant cette rencontre, elle est titulaire et joue l'intégralité de la partie (victoire 0-2).
Le 1er juillet 2022, elle est sélectionnée par Batram Suri pour disputer la Coupe d'Océanie 2022.